# Kingsley Obiekwu
Kingsley Obiekwu (* 12. November 1974 in Igbuzo, Delta) ist ein ehemaliger nigerianischer Fußballspieler, der auf der Position des Verteidigers spielte. Er nahm an den Olympischen Spielen 1996 in Atlanta teil.

## Stationen als Vereinsspieler
Der gelernte Verteidiger begann seine Karriere in Nigeria bei Udoji United, bevor er in die Niederlande wechselte. Bei Go Ahead Eagles Deventer spielte er vier Jahre. Im ersten Jahr bestritt er vier Spiele in der Eredivisie und stieg mit dem Verein ab. In der zweiten Liga kam er zu 59 Einsätzen und sieben Toren. 1998 verließ er die Niederlande und spielte in Dubai bei al-Ahli. Danach kehrte er nach Nigeria zurück und spielte bei Enugu Rangers. In dieser Zeit bei Enugu ging er nach Ägypten zu al-Masry, bevor er seine Karriere bei Enugu endgültig beendete.

## Nationalmannschaft
Bei den Olympischen Spielen 1996 in Atlanta stand er im Teamkader der nigerianischen Olympiamannschaft. Er wurde aber nicht eingesetzt. Danach stand er von 1996 bis 1999 im Kader der nigerianischen Nationalmannschaft und hatte fünf Einsätze.

## Trainerkarriere
Nach seiner aktiven Karriere wurde er Trainer von Ingas FC (Enugu) und USS Kraké.

## Ehrungen
- Olympiasieger: 1996